# 福山守
福山 守（ふくやま まもる、1952年12月19日 - ）は、日本の政治家。自由民主党所属の参議院議員（1期）。
衆議院議員（3期）、内閣府大臣政務官・環境大臣政務官（第2次安倍改造内閣・第3次安倍内閣）、徳島県議会議長（第82代）、徳島県議会議員（6期）、徳島市議会議員（1期）等を歴任した。

## 来歴
徳島県徳島市八万町生まれ。麻布獣医科大学卒業。
1987年、徳島市議会議員に初当選。1991年、徳島県議会議員に当選し、以後6期連続で当選。自由民主党に所属し、2002年には徳島県連幹事長に就任。2008年、第82代徳島県議会議長に選出された。
2012年、徳島県議を6期目の任期途中で辞職。同年12月の第46回衆議院議員総選挙に自民党公認で徳島1区から出馬し、民主党前職で内閣官房長官や行政刷新担当大臣を歴任した仙谷由人を、比例復活すら許さない大差で破り、初当選した。
2014年7月15日、自民党は、衆議院小選挙区の定数「0増5減」で選挙区が3から2に減る徳島県について、徳島1区を後藤田正純とし、福山を比例四国ブロックに転出させることを決めた。同年9月、第2次安倍改造内閣で内閣府大臣政務官および環境大臣政務官に任命された。
同年12月の第47回衆議院議員総選挙で、自民党は比例四国ブロックの名簿の単独1位に福井照を、単独2位に福山を登載した。同党は同ブロックで3議席を獲得し、福山は再選された。選挙後に発足した第3次安倍内閣で内閣府大臣政務官・環境大臣政務官に再任。2015年9月、石破派の結成に参加した。
2017年10月の第48回衆議院議員総選挙で、前回同様、自民党は比例四国ブロックの名簿の単独1位に福井を、単独2位に福山を登載。同党は同ブロックで3議席を獲得し、福山は3期目の当選を果たした。同ブロック内では、小選挙区で敗れた高知2区の山本有二が比例復活で当選した。
2019年12月9日、徳島市長の遠藤彰良は再選立候補を表明。2020年1月15日には元市民団体代表の内藤佐和子が徳島市長選挙へ立候補する意向を表明した。後藤田正純の後ろだてがある遠藤が再選されると徳島1区への復帰の道はさらに遠のく。そう考えた福山は腹をくくり、内藤を支援することを決めた。同年1月25日に行われた自民党徳島県連会長の山口俊一の政治資金パーティーで福山は内藤を知人に紹介して回った。「石破派同士の代理戦争」と評された市長選は同年4月5日に行われ、内藤が僅差で遠藤をかわし初当選した。
2021年10月の第49回衆議院議員総選挙で、山本有二は地盤の高知2区を前高知県知事の尾﨑正直に譲った。自民党は比例四国ブロックの名簿の単独1位に山本を優遇して登載するが、2位をすべて重複立候補者11人に充てた。福山は単独13位、福井は14位に順位を落とされた。自民党は例年同様、同ブロックで3議席を獲得し、その結果、福山も福井も落選した。
2023年8月7日、福山は翌年4月の徳島市長選挙への立候補の意向を示した。9月4日夜、内藤佐和子は自身のX（旧ツイッター）で、市長選挙への出馬表明を行った。
2024年3月13日、内藤は記者会見を開き、正式に不出馬を表明した。3月29日、国民民主党徳島県連は市長選挙において福山を推薦することを決定。3月31日、市長選挙が告示され、福山と元市長の遠藤彰良が立候補を届け出た。4月5日、同党代表の玉木雄一郎は徳島入りし、市役所前で行われた街頭演説会に参加した。4月7日、市長選執行。投票締め切りの20時直後に遠藤の当選確実が報じられ、落選した。
※当日有権者数：205,296人 最終投票率：41.37%（前回比：2.49pts）
| 候補者名 | 年齢 | 所属党派 | 新旧別 | 得票数   | 得票率 | 推薦・支持         |
| -------- | ---- | -------- | ------ | -------- | ------ | ------------------ |
| 遠藤彰良 | 68   | 無所属   | 元     | 48,292票 | 57.83% |                    |
| 福山守   | 71   | 無所属   | 新     | 35,218票 | 42.17% | （推薦）国民民主党 |

2025年2月21日、自民党本部は同年施行予定の第27回参議院議員通常選挙の比例区候補として、福山を擁立することを発表した。徳島県・高知県選挙区では高知県連側から高知県議会議員の大石宗を合区選挙区に擁立することから、徳島県連側の特定枠候補として、福山の擁立が決定した。なお、福山は選挙時72歳で参議院比例区の党内規である70歳を超過しているが、特例措置が認められた。2025年7月20日の投開票の結果、特定枠から当選した。

## 政策・主張

### 憲法
- 憲法改正について、2021年の毎日新聞社のアンケートで「賛成」と回答[26]。

- 9条改憲について、2014年、2017年の毎日新聞社のアンケートで「賛成」と回答[27][28]。

- 参議院議員通常選挙で隣接する県を一つの選挙区にする「合区」をなくすための憲法改正に賛成[28]。

- 憲法を改正し緊急事態条項を設けることについて、2017年、2021年の毎日新聞社のアンケートで「賛成」と回答[28][26]。

### 外交・安全保障
- 徴用工訴訟などの歴史問題をめぐる日韓の関係悪化についてどう考えるかとの問いに対し、2021年の毎日新聞社のアンケートで「政府の今の外交方針でよい」と回答[26]。

- 日本による過去の植民地支配と侵略を認めて謝罪した「村山談話」の見直し論議について、2014年の毎日新聞社のアンケートで「見直すべき」と回答[27]。

- 従軍慰安婦に対する旧日本軍の関与を認めた「河野談話」の見直し論議について、2014年の毎日新聞社のアンケートで「見直すべき」と回答[27]。

### ジェンダー
- 選択的夫婦別姓制度の導入について、2021年の毎日新聞社のアンケートで「賛成」と回答[26]。
- 「同性婚を制度として認めるべきだと考るか」との2021年の毎日新聞社のアンケートに対して「認めるべき」と回答[26]。
- クオータ制の導入について、2021年の毎日新聞社のアンケートで「反対」と回答[26]。

### 消費税増税
- 2012年の公開アンケートにおいて、消費税を2014年4月に8%、2015年10月に10%まで引き上げる法律が成立したことについて「引き上げは必要だが、時期は先送りすべきだ」と回答している[29]。

- 2014年の公開アンケートにおいて、「2017年4月に消費税率を10%に引き上げるべきだ」と回答している[30]。

- 2017年の公開アンケートにおいて、消費税を2019年10月に10%に引き上げることについて「賛成」と回答している[28]。

- 「消費税0％の検討」を掲げた『国民を守るための「真水100兆円」令和2年度第2次補正予算に向けた提言』に賛同している[31]。

### その他
- 「原子力発電所は日本に必要だと思うか」との2021年の毎日新聞社のアンケートに対し「必要だ」と回答[26]。

- カジノの解禁について、2017年の毎日新聞社のアンケートで「賛成」と回答[28]。

- 森友学園への国有地売却をめぐる公文書改竄問題で、2021年5月6日、国は「赤木ファイル」の存在を初めて認めた[32]。しかし5月13日、菅義偉首相はファイルの存在を踏まえた再調査を行わない考えを報道各社に書面で示した[33]。9月の自民党総裁選挙で総裁に選出された岸田文雄も10月11日、衆議院本会議の代表質問で再調査の実施を否定した[34]。国の対応をどう考えるかとの同年の毎日新聞社のアンケートに対し「これ以上、調査や説明は必要ない」と回答[26]。

- 「『道徳』を小中学校の授業で教え、子供を評価することに賛成か、反対か」との問いに対し、2014年の毎日新聞社のアンケートで「反対」と回答[27]。

- 2015年7月28日、徳島県・高知県の参議院合同選挙区による徳島県・高知県選挙区を創設する公職選挙法改正案に反発。同日の衆議院本会議における採決を欠席し、投票を棄権した[35]。

- 受動喫煙防止を目的とした健康増進法強化法案について、「タクシー運転手に『庶民が居酒屋で安い酒を飲んで、たばこを吸って憂さを晴らすことまで国は締め付けるのか』といわれた」[36]として反対している。

## 人物・不祥事
- 2020年6月16日の原子力問題調査特別委員会において、審議とは関係のない西村京太郎のトラベルミステリー小説「宮古行『快速リアス』殺人事件」を熟読していた[37]。
- 2022年1月15日、世界平和統一家庭連合（旧統一教会）の関連団体「徳島県平和大使協議会」は徳島市で安全保障をテーマとする徳島県平和大使セミナーを開催[38]。福山は、教団信者であることを公言している徳島市議の美馬秀夫[39]とともに出席し、徳島県平和大使協議会の顧問として挨拶した。

## 所属団体・議員連盟
- 自民党たばこ議員連盟[40]
- 日本会議国会議員懇談会
- 神道政治連盟国会議員懇談会
- みんなで靖国神社に参拝する国会議員の会
- 国際観光産業振興議員連盟[41]
- TPP交渉における国益を守り抜く会

## 選挙歴
| 当落 | 選挙                     | 執行日         | 年齢 | 選挙区           | 政党       | 得票数    | 得票率  | 定数 | 得票順位 /候補者数 | 政党内比例順位 /政党当選者数 |
| ---- | ------------------------ | -------------- | ---- | ---------------- | ---------- | --------- | ------- | ---- | ------------------ | ---------------------------- |
| 当   | 1987年徳島市議会議員選挙 | 1987年4月26日  | 34   | ーー             | ーー       | ーー票    | ーー    |      | /                  | /                            |
| 当   | 1991年徳島県議会議員選挙 | 1991年4月7日   | 38   | 徳島選挙区       | ーー       | ーー票    | ーー    |      | /                  | /                            |
| 当   | 1995年徳島県議会議員選挙 | 1995年4月9日   | 42   | 徳島選挙区       | ーー       | ーー票    | ーー    |      | /                  | /                            |
| 当   | 1999年徳島県議会議員選挙 | 1999年4月11日  | 46   | 徳島選挙区       | 自由民主党 | 8540票    | ーー    | 13   | 3/16               | /                            |
| 当   | 2003年徳島県議会議員選挙 | 2003年4月13日  | 50   | 徳島選挙区       | 自由民主党 | 8124票    | ーー    | 13   | 2/15               | /                            |
| 当   | 2007年徳島県議会議員選挙 | 2007年4月8日   | 54   | 徳島選挙区       | 自由民主党 | 8902票    | ーー    | 11   | 1/17               | /                            |
| 当   | 2011年徳島県議会議員選挙 | 2011年4月10日  | 58   | 徳島選挙区       | 自由民主党 | 9826票    | ーー    | 11   | 1/14               | /                            |
| 当   | 第46回衆議院議員総選挙   | 2012年12月16日 | 59   | 徳島県第1区      | 自由民主党 | 5万9231票 | 53.19%  | 1    | 1/3                | /                            |
| 当   | 第47回衆議院議員総選挙   | 2014年12月14日 | 61   | 比例四国ブロック | 自由民主党 | ーー票    | ーー    | 6    | /                  | 2/3                          |
| 当   | 第48回衆議院議員総選挙   | 2017年10月22日 | 64   | 比例四国ブロック | 自由民主党 | ーー票    | ーー    | 6    | /                  | 2/3                          |
| 落   | 第49回衆議院議員総選挙   | 2021年10月31日 | 68   | 比例四国ブロック | 自由民主党 | ーー票    | ーー    | 6    | /                  | 5/3                          |
| 落   | 2024年徳島市長選挙       | 2024年4月7日   | 71   | ーー             | 無所属     | 3万5218票 | 42.17％ | 1    | 2/2                | /                            |
| 当   | 第27回参議院議員通常選挙 | 2025年07月20日 | 72   | 参議院比例区     | 自由民主党 | ーー票    | ーー    | 50   | 2/31               | 2/12                         |